# Aeropuerto Internacional Diego Aracena
Aeropuerto Internacional Diego Aracena is een luchthaven zo'n 48 kilometer ten zuiden van de Chileense stad Iquique.